# Академическое (муниципальный округ, Санкт-Петербург)

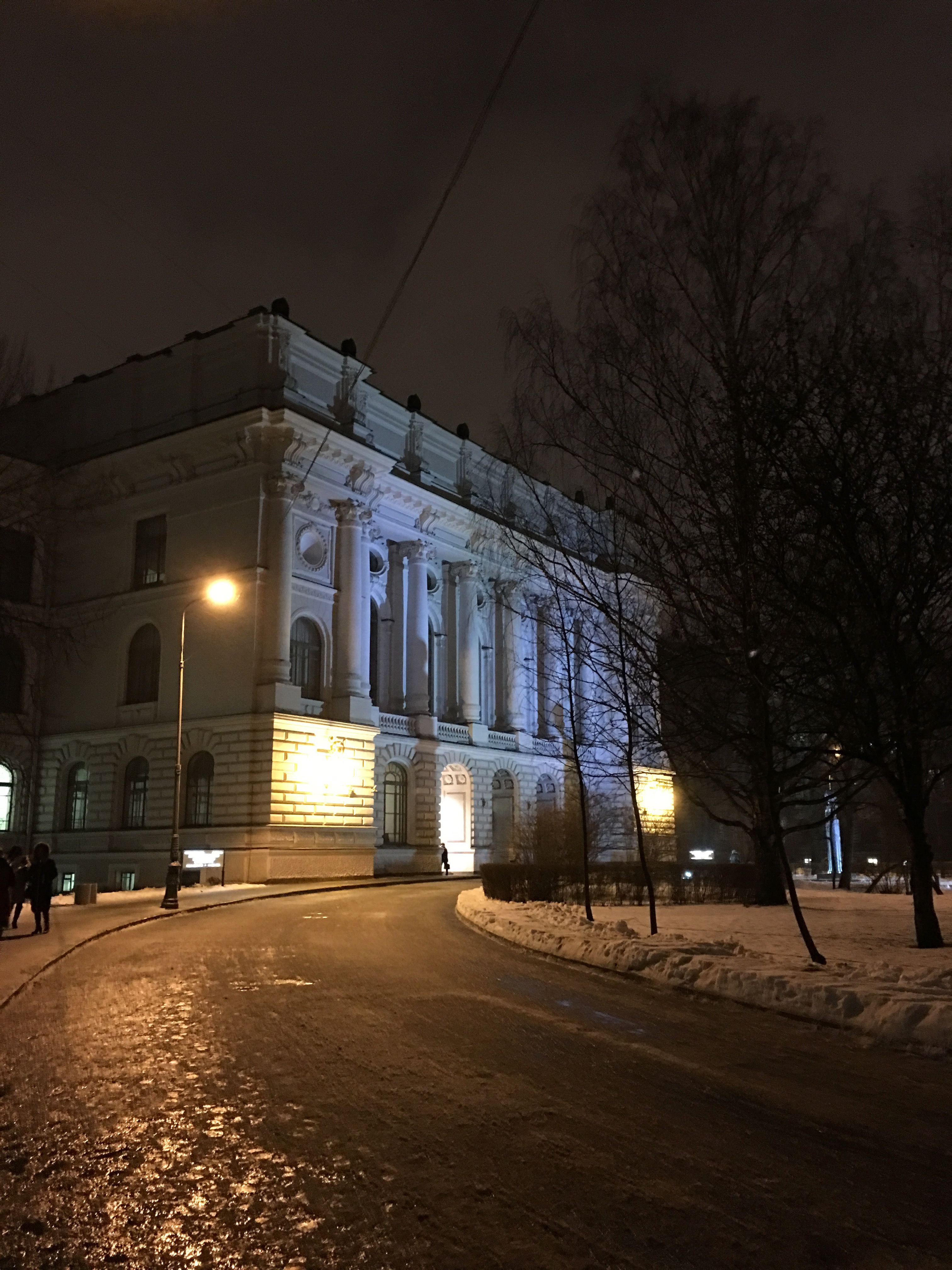
Политехнический Университет

Муниципальное образование муниципальный округ Академи́ческое — в составе Калининского района Санкт-Петербурга. Прежнее название — муниципальный округ № 19.

## Общие сведения
Образовано 6 июля 1998 года.
Расположено на территории в границах: Политехническая улица, Тихорецкий проспект, Северный проспект, Муринский ручей, улица Софьи Ковалевской, проспект Науки, Гражданский проспект, улица Гидротехников, Гжатская улица, проспект Непокорённых до Политехнической улицы.

## Население
| 2002     | 2010     | 2012     | 2013     | 2014     | 2015     | 2016     | 2017     | 2018     |
| -------- | -------- | -------- | -------- | -------- | -------- | -------- | -------- | -------- |
| 93 535   | ↗103 304 | ↗104 899 | ↗106 124 | ↗107 374 | ↗108 216 | ↗108 840 | ↗109 896 | ↗110 419 |
| 2019     | 2020     | 2021     | 2023     | 2025     |          |          |          |          |
| ↘109 393 | ↘108 361 | ↗112 104 | ↘109 911 | ↘108 955 |          |          |          |          |